# Vetulani. Piękny umysł, dzikie serce

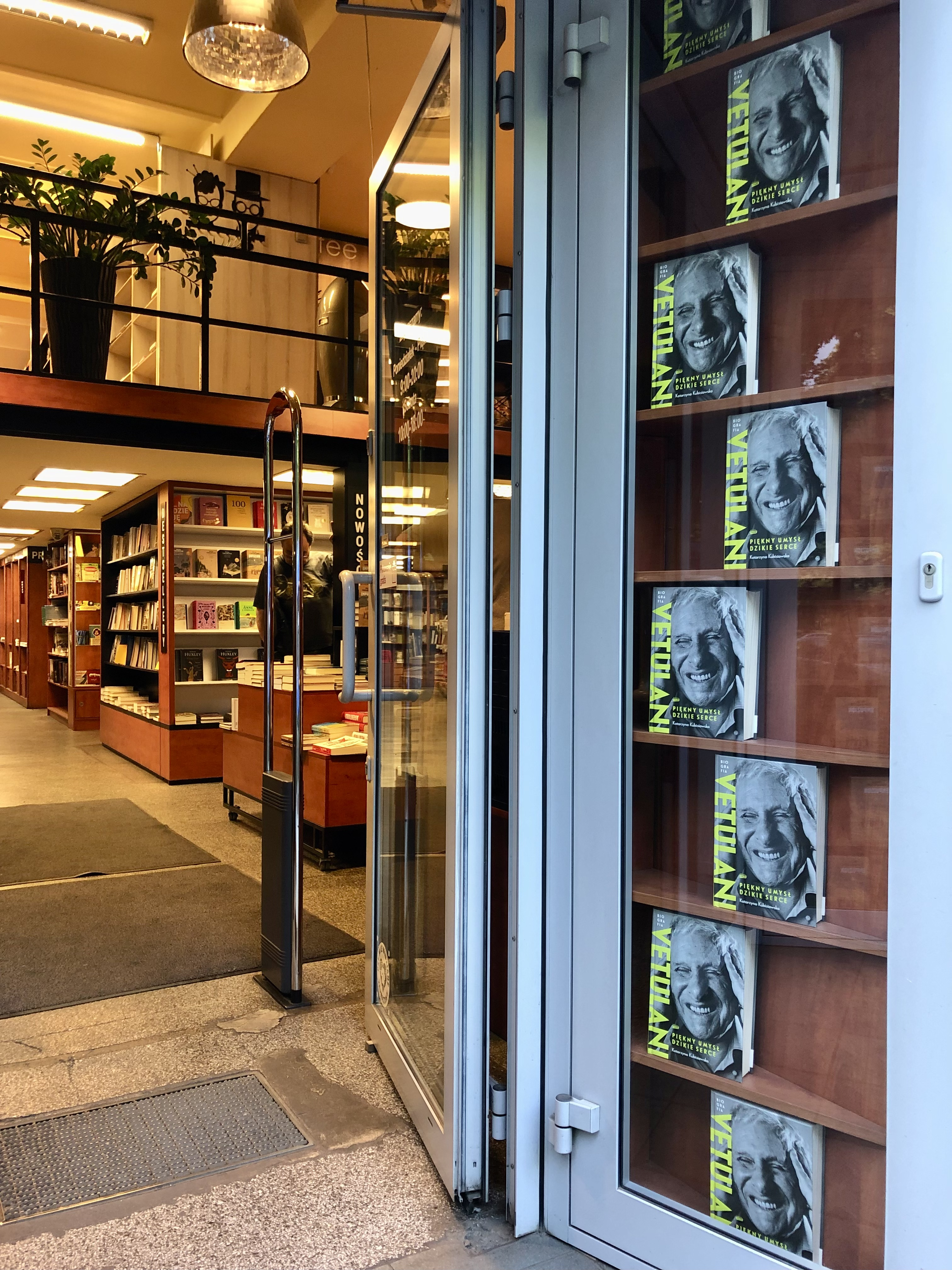
Książka biograficzna Vetulani. Piękny umysł, dzikie serce autorstwa Katarzyny Kubisiowskiej w witrynie Głównej Księgarni Naukowej w Krakowie

Vetulani. Piękny umysł, dzikie serce – książka biograficzna o Jerzym Vetulanim autorstwa Katarzyny Kubisiowskiej, wydana nakładem Wydawnictwa Znak (pod marką Znak Horyzont) w 2022 roku.

## Historia powstania książki
W 2020 Katarzyna Kubisiowska została laureatką Nagrody Krakowa Miasta Literatury UNESCO – realizowanej przez Krakowskie Biuro Festiwalowe ze środków miasta Krakowa. Między innymi dzięki środkom z tej nagrody ukończyła prace nad książkową biografią Jerzego Vetulaniego Piękny umysł, dzikie serce (2022). Przy pisaniu tej biografii korzystała m.in. z materiałów audiowizualnych zgromadzonych w Archiwum Uniwersytetu Jagiellońskiego przez Macieja Zborka i Andrzeja Hytrosia, którzy w latach 2013–2015 w ramach projektu Pamięć Uniwersytetu zarejestrowali w Instytucie Farmakologii Polskiej Akademii Nauk szereg rozmów z Jerzym Vetulanim. Książka Vetulani. Piękny umysł, dzikie serce została wydana również w formie audiobooka, czytanego przez Adama Baumana.

## Treść
W książce Katarzyna Kubisiowska ujawniła m.in., że w 1978 Jerzy Vetulani został zarejestrowany jako tajny współpracownik Służby Bezpieczeństwa o numerze 19856 i kryptonimie „Laborant”.

## Odbiór
Spotkania autorskie z Katarzyną Kubisiowską odbyły się w 2022 w Pałacu Zbaraskich i Centrum Kultury Żydowskiej w Krakowie, Warszawie, Kadzidle i Bolechowicach.
Książka spotkała się z przychylną reakcją krytyków i krytyczek w prasie i na portalach internetowych. Marcin Rotkiewicz na łamach Polityki ocenił, że to „rzetelna biografia”, która „dla części wielbicieli [Jerzego Vetulaniego] może okazać się momentami szokująca”, bo swojego bohatera „pokazuje jako człowieka pełnego wspaniałych zalet i poważnych wad”. Katarzyna Janowska na łamach Onetu poleciła tę biografię; wskazała, że Katarzyna Kubisiowska opisuje rodzinę Jerzego Vetulaniego, „jego przeszłość, jego plany, marzenia, a także jego śmierć, bo zmarł tak jak żył – w biegu – wpadł pod samochód” oraz oceniła, że „książkę czyta się bardzo dobrze”. Ryszard Kozik na łamach Gazeta.pl napisał: „To książka, po którą musicie sięgnąć. I z powodu jej bohatera (wybitnego neurobiologa, współtwórcy Piwnicy pod Baranami, ateisty, prowokatora, zwolennika legalizacji marihuany – można by długo wyliczać) i autorki, świetnej dziennikarki, rozmówczyni i pisarki”. Mariusz Nowik polecił biografię na łamach Newsweek Polska Historia stwierdzając, że „to reportaż o niezwykłym człowieku, wypełniony relacjami rodzinnymi, anegdotami, dokumentami, fotografiami”. Joanna Kmiecicka w Wysokich Obcasach oceniła, że książka „z czułością i wrażliwością przybliża koleje losu profesora oraz wartości, którymi kierował się w życiu. Świetna lektura nie tylko dla miłośników neuronauk”.
Z pracy Katarzyny Kubisiowskiej korzystał Piotr Biliński przy pisaniu wydanej w listopadzie 2023 roku biografii Adam Vetulani (1901–1976). Historyk prawa polskiego i kanonicznego. Na łamach tej pracy Piotr Biliński nazwał książkę Vetulani. Piękny umysł, dzikie serce „kontrowersyjną biografią” i stwierdził, że „autorka patrzy na postać uczonego [Jerzego Vetulaniego] przez pryzmat jego życia osobistego, nie poddając analizie jego dorobku naukowego ani miejsca w nauce światowej. Skupia się na relacjonowaniu zasłyszanych plotek i legend rodzinnych, nie zawsze weryfikując je na podstawie bogatych zasobów archiwalnych”.

## Adaptacja
Radio Kraków w maju 2022 wyemitowało nagrania fragmentów biografii Vetulani. Piękny umysł, dzikie serce przeczytanych przez Dorotę Segdę. 